# Evolver
Evolver is het derde studioalbum van Amerikaanse R&B en soulzanger John Legend. Het werd door Colombia Records uitgebracht op 20 november 2008 in het Verenigd Koninkrijk en op 28 november 2008 in de Verenigde Staten. Artiesten, waaronder Estelle, André 3000, Kanye West en Brandy, zongen mee. Het album stond in Nederland op zijn hoogst op plaats 72 in de albumhitlijsten.
Legend zei op MTV over het album: "Ik vind het moeilijk om een algemeen thema te verzinnen [voor het album]. Het zijn een hoop liefdes- en relatieliedjes, zoals mensen waarschijnlijk ook al van mij hadden verwacht. Er is geen overkoepelend thema, qua songteksten. Het zijn gewoon een aantal goede liedjes, vind ik".

## Speellijst
1. Good Morning (Intro) -- 0:47
2. Green Light (feat. André 3000) -- 4:44
3. It's Over (feat. Kanye West) -- 4:28
4. Everybody Knows -- 4:35
5. Quickly (feat. Brandy) -- 3:43
6. Cross the Line—3:23
7. No Other Love (feat. Estelle) -- 3:59
8. This Time—4:24
9. Satisfaction—4:45
10. Take Me Away—3:03
11. Good Morning—4:01
12. I Love, You Love—4:33
13. If You're Out There—4:20

### iTunesbonustracks
1. Floating Away—4:15
2. Set Me Free—3:55
3. Green Light (Afroganic Mix) (feat. André 3000) -- 4:11

### Europese bonustracks
1. Can't Be My Lover (feat. Buju Banton) -- 4:34
2. It's Over (Teddy Riley Remix) -- 4:20

### Japanse bonustracks
1. Floating Away—4:15
2. Set Me Free—3:55
3. It's Over (Teddy Riley Remix) -- 4:20

## Hitnotering
| "Evolver" in de Nederlandse Album Top 100 - binnen: 25-10-2008 | "Evolver" in de Nederlandse Album Top 100 - binnen: 25-10-2008 | "Evolver" in de Nederlandse Album Top 100 - binnen: 25-10-2008 | "Evolver" in de Nederlandse Album Top 100 - binnen: 25-10-2008 | "Evolver" in de Nederlandse Album Top 100 - binnen: 25-10-2008 | "Evolver" in de Nederlandse Album Top 100 - binnen: 25-10-2008 | "Evolver" in de Nederlandse Album Top 100 - binnen: 25-10-2008 | "Evolver" in de Nederlandse Album Top 100 - binnen: 25-10-2008 | "Evolver" in de Nederlandse Album Top 100 - binnen: 25-10-2008 | "Evolver" in de Nederlandse Album Top 100 - binnen: 25-10-2008 | "Evolver" in de Nederlandse Album Top 100 - binnen: 25-10-2008 | "Evolver" in de Nederlandse Album Top 100 - binnen: 25-10-2008 | "Evolver" in de Nederlandse Album Top 100 - binnen: 25-10-2008 | "Evolver" in de Nederlandse Album Top 100 - binnen: 25-10-2008 | "Evolver" in de Nederlandse Album Top 100 - binnen: 25-10-2008 | "Evolver" in de Nederlandse Album Top 100 - binnen: 25-10-2008 | "Evolver" in de Nederlandse Album Top 100 - binnen: 25-10-2008 | "Evolver" in de Nederlandse Album Top 100 - binnen: 25-10-2008 | "Evolver" in de Nederlandse Album Top 100 - binnen: 25-10-2008 | "Evolver" in de Nederlandse Album Top 100 - binnen: 25-10-2008 | "Evolver" in de Nederlandse Album Top 100 - binnen: 25-10-2008 | "Evolver" in de Nederlandse Album Top 100 - binnen: 25-10-2008 | "Evolver" in de Nederlandse Album Top 100 - binnen: 25-10-2008 |
| Week                                                           | 01                                                             | 02                                                             | 03                                                             | 04                                                             | 05                                                             | 06                                                             | 07                                                             | 08                                                             | 09                                                             | 10                                                             | 11                                                             | 12                                                             | 13                                                             | 14                                                             | 15                                                             | 16                                                             | 17                                                             | 18                                                             | 19                                                             | 20                                                             | 21                                                             | 22                                                             |
| -------------------------------------------------------------- | -------------------------------------------------------------- | -------------------------------------------------------------- | -------------------------------------------------------------- | -------------------------------------------------------------- | -------------------------------------------------------------- | -------------------------------------------------------------- | -------------------------------------------------------------- | -------------------------------------------------------------- | -------------------------------------------------------------- | -------------------------------------------------------------- | -------------------------------------------------------------- | -------------------------------------------------------------- | -------------------------------------------------------------- | -------------------------------------------------------------- | -------------------------------------------------------------- | -------------------------------------------------------------- | -------------------------------------------------------------- | -------------------------------------------------------------- | -------------------------------------------------------------- | -------------------------------------------------------------- | -------------------------------------------------------------- | -------------------------------------------------------------- |
| Nummer                                                         | 7                                                              | 8                                                              | 13                                                             | 21                                                             | 34                                                             | 32                                                             | 34                                                             | 32                                                             | 43                                                             | 38                                                             | 39                                                             | 45                                                             | 40                                                             | 47                                                             | 43                                                             | 41                                                             | 47                                                             | 47                                                             | 53                                                             | 43                                                             | 38                                                             | 57                                                             |
| Week                                                           | 23                                                             | 24                                                             | 25                                                             | 26                                                             | 27                                                             | 28                                                             | 29                                                             | 30                                                             | 31                                                             | 32                                                             | 33                                                             | 34                                                             | 35                                                             | 36                                                             | 37                                                             | 38                                                             | 39                                                             | 40                                                             | 41                                                             | 42                                                             | 43                                                             |                                                                |
| Nummer                                                         | 48                                                             | 97                                                             | 58                                                             | 66                                                             | 80                                                             | 78                                                             | 66                                                             | 84                                                             | 95                                                             | 62                                                             | 56                                                             | 84                                                             | 66                                                             | 77                                                             | 68                                                             | 60                                                             | 90                                                             | 81                                                             | 70                                                             | 84                                                             | 88                                                             | uit                                                            |